# Aidan Morris
Aidan Zen Patrick Morris (ur. 16 listopada 2001 w Fort Lauderdale) – amerykański piłkarz pochodzenia kanadyjskiego i włoskiego występujący na pozycji defensywnego lub środkowego pomocnika, reprezentant Stanów Zjednoczonych, od 2024 roku zawodnik angielskiego Middlesbrough.
Posiada pochodzenie kanadyjskie (ze strony ojca) oraz włoskie.